# Telmatoscopus clavatus
Telmatoscopus clavatus är en tvåvingeart som beskrevs av Quate 1996. Telmatoscopus clavatus ingår i släktet Telmatoscopus och familjen fjärilsmyggor.
Artens utbredningsområde är Costa Rica. Inga underarter finns listade i Catalogue of Life.